# Chikkabbigere, Chitradurga
Chikkabbigere là một làng thuộc tehsil Chitradurga, huyện Chitradurga, bang Karnataka, Ấn Độ.